# Porfirio Lobo Sosa
Porfirio Lobo Sosa, kendt som Pepe Lobo, (født 22. december 1947 i Trujillo) er en honduransk politiker, der var landet præsident fra 27. januar 2010 til 2014. Han repræsenterer det konservative parti Partido Nacional og har i sit civile liv været godsejer.
Sosa er uddannet i erhvervsøkonomi fra University of Miami. Han blev medlem af Honduras nationalforsamling i 1990 og var parlamentets formand fra 2002 til 2006. Ved valget i 2005 blev han med 46 procent af stemmerne nr. 2 efter Manuel Zelaya og vandt valget i 2009. 
1. ↑  Navnet er anført på bokmål og stammer fra Wikidata hvor navnet endnu ikke findes på dansk.
2. ↑  Navnet er anført på engelsk og stammer fra Wikidata hvor navnet endnu ikke findes på dansk.